# Тищенко, Максим Викторович
Макси́м Ви́кторович Ти́щенко (укр. Максим Вікторович Тищенко; род. 30 августа 1974, Запорожье) — российский и украинский футболист, полузащитник. Известен по выступлениям в составе волгоградского «Ротора».

## Карьера игрока
Является воспитанником запорожского футбола. Профессиональную карьеру начал в местной команде «Виктор». Отыграв в ней два сезона перебрался в другой запорожский клуб «Металлург», выступавший в Высшей лиге Украины. Основную часть своей карьеры провёл в волгоградском «Роторе», в составе которого выигрывал серебряные и бронзовые медали чемпионата России, а также принимал участие в еврокубках. В начале 2008 года перешёл в курский «Авангард», возглавляемый его бывшим одноклубником Валерием Есиповым. В том же году получил капитанскую повязку. В начале февраля 2010 года появилась информация о том, что Максим Тищенко завершил карьеру футболиста, но всё межсезонье он провёл на сборах в клубе Второго дивизиона «Губкин». 14 апреля 2010 года был внесён в заявку костромского «Динамо» для участия в зоне «Запад» Второго дивизиона.

### Участие в еврокубках
- Кубок Интертото 1996: 8 игр
- Кубок УЕФА 1997/1998: 2 игры
- Кубок УЕФА 1998/1999: 2 игры

## Карьера тренера
В начале 2011 года получил тренерскую лицензию категории C, которая позволит ему работать тренером детско-юношеских школ. В 2011 году работал помощником тренера в костромском «Динамо». C июня 2012 по сентябрь 2013 года — помощник главного тренера кировоградской «Звезды».
С января 2014 года был главным тренером литовского клуба «Банга» (Гаргждай).
В 2020 году — главный тренер молодёжной команды клуба «Химки».
В мае 2024 года был назначен старшим тренером академии московского «Торпедо».
В августе 2024 года стал главным тренером клуба «Заря», созданного в том же году российской оккупационной администрацией в Луганске.

## Статистика в качестве главного тренера
| Команда        | Начало работы   | Окончание работы | Результаты | Результаты | Результаты | Результаты | Результаты | Результаты | Результаты | Результаты |
| Команда        | Начало работы   | Окончание работы | И          | В          | Н          | П          | ГЗ         | ГП         | РМ         | В %        |
| -------------- | --------------- | ---------------- | ---------- | ---------- | ---------- | ---------- | ---------- | ---------- | ---------- | ---------- |
| Банга          | январь 2014     | 30 ноября 2014   | 33         | 7          | 6          | 20         | 28         | 64         | −36        | 021,21     |
| «Химки» (мол.) | 15 августа 2020 | 28 февраля 2021  | 14         | 3          | 2          | 9          | 19         | 33         | −14        | 021,43     |
| Всего          | Всего           | Всего            | 47         | 10         | 8          | 29         | 47         | 97         | −50        | 021,28     |

## Достижения
Командные
- Серебряный призёр чемпионата России: 1997
- Бронзовый призёр чемпионата России: 1996
- Финалист Кубка Интертото: 1996

Личные
- Лучший защитник зоны «Центр» Второго дивизиона: 2009[13]